# Калиграф, Иван Иванович
Иван Иванович Калиграф (1746, по другим данным 1744 — 21 февраля (3 марта) 1789) — московский драматический актёр, на сцене был с 1766 года.

## Биография
Сведения о жизни носят неточный характер. Родился в 1744 или 1746 году. Был сыном священника. Учился в гимназии Московского университета, затем с 1765 — в самом университете. В университете играл в любительских спектаклях, с 1766 года — в Московском публичном театре. Амплуа — трагик. По утверждению Н. И. Ильина, лучше всего исполнял роли царей и тиранов, в том числе заглавную роль в трагедии А. П. Сумарокова «Дмитрий Самозванец», за которую получил похвалы современников. Также исполнял роль Дона Альфонса в драме «Гонимые» М. М. Хераскова.

## Семья
Жена — Надежда Фёдоровна Калиграф (ок. 1752—1812), известная в то время драматическая актриса, сначала в Москве, а затем в Санкт-Петербурге.